# Relațiile dintre Republica Moldova și Suedia
Relațiile dintre Republica Moldova și Suedia sunt relații externe dintre Suedia și Republica Moldova. Suedia are o ambasadă la Chișinău. Republica Moldova are o ambasadă în Stockholm. 
Ambele state sunt membre ale Consiliului Europei și OSCE.